# Enrique Gil (Sänger)

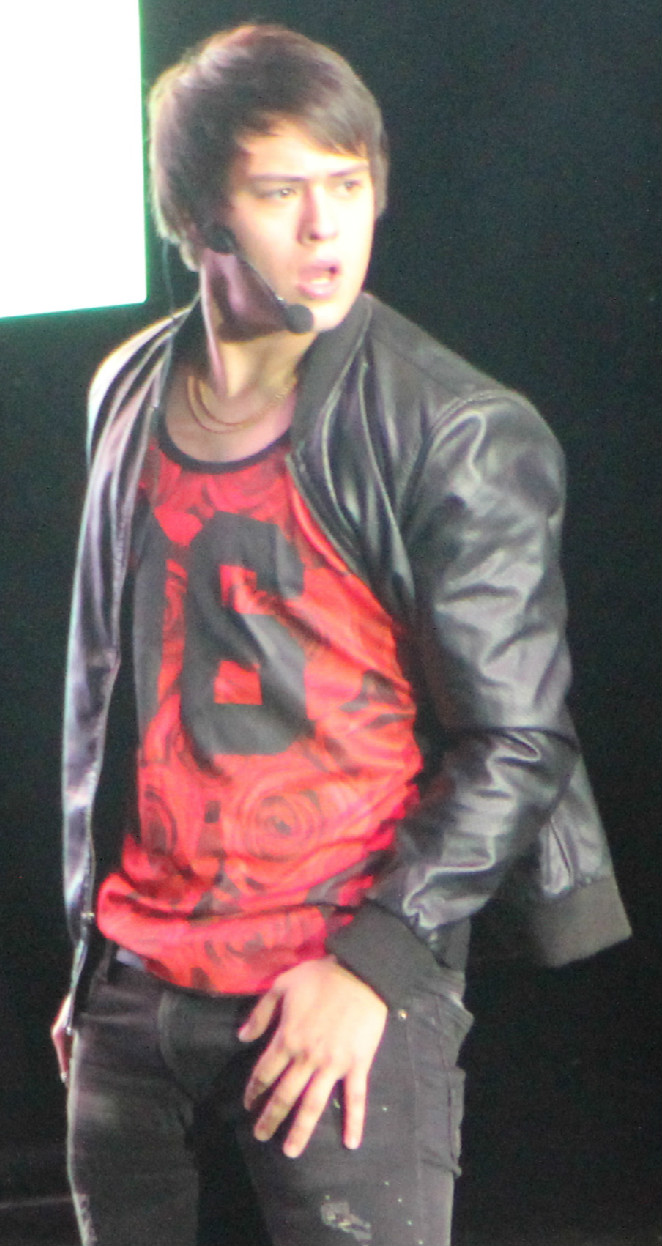
Enrique Gil bei einem Konzert 2014 in Toronto

Enrique Mari Bacay Gil (* 30. März 1992 in Cebu City, Philippinen) ist ein philippinischer Sänger und Schauspieler. Er gilt als einer der bedeutenden Pop- und Filmstars seiner Generation auf den Philippinen.

## Leben und Wirken
Gil hat zwei Geschwister und hat auch spanische Wurzeln. Er wurde in Cebu City geboren und studierte Informatik am San Pedro College in Abalang, wo er auch seinen Bachelor machte.
2008 im Alter von 16 Jahren besuchte er Workshops für Schauspiel und Tanz und spielte später in Musicals und Werbespots mit.
Sein Durchbruch als Schauspieler gelang ihm ebenfalls ab dem Jahr 2008. Seitdem hat er in zahlreichen Serien und auch einigen Spiel- und Kurzfilmen Hauptrollen gespielt. 
Als Sänger singt er meist vor großem Publikum in Fernsehshows oder ausverkauften Hallen und auch in Englisch. Auch Coverversionen wie zum Beispiel die von "Gentleman" des Sängers Psy kann er vorweisen.
2013 landete er auf dem ersten Platz des Sexiest Man der Philippinen. 

## Filmografie (Auswahl)

### Filme
- 2012: The Strangers
- 2013: Must be love
- 2013: She´s the one
- 2014: The Trial
- 2015: Just the way you are
- 2015: Everyday i love you

### Serien (immer Hauptrolle)
- 2011: Mula sa puso, 2011
- 2011–2012: Buday
- 2012–2013: Princess and I